# تری یانگ
ریفورد تری یانگ (انگلیسی: Rayford Trae Young؛ زادهٔ ۱۹ سپتامبر ۱۹۹۸) بازیکن بسکتبال اهل ایالات متحده آمریکا است. از باشگاه‌هایی که در آن بازی کرده‌است می‌توان به آتلانتا هاکس اشاره کرد.